# کریس چلیوس
کریس چلیوس (انگلیسی: Chris Chelios؛ زادهٔ ۲۵ ژانویهٔ ۱۹۶۲) بازیکن هاکی روی یخ، و رستوران‌دار اهل ایالات متحده آمریکا است.
از فیلم‌ها یا برنامه‌های تلویزیونی که وی در آن نقش داشته‌است می‌توان به دی۲: اردکهای قدرتمند اشاره کرد.
وی همچنین برندهٔ جوایزی همچون جام استنلی و تالار افتخارات هاکی شده‌است.
از باشگاه‌هایی که در آن بازی کرده‌است می‌توان به مونترآل کانادینز اشاره کرد.